# Leiospora bellidifolia
Leiospora bellidifolia är en korsblommig växtart som först beskrevs av Paul Auguste Danguy, och fick sitt nu gällande namn av Viktor Petrovitj Botjantsev och M.G. Pachomova. Leiospora bellidifolia ingår i släktet Leiospora och familjen korsblommiga växter. Inga underarter finns listade i Catalogue of Life.